# La Vague (Camille Claudel)
Pour les articles homonymes, voir La Vague.
La Vague est une sculpture de Camille Claudel, exécutée en onyx et bronze vers 1903. Elle représente une grande vague en onyx sur le point de déferler sur trois petites baigneuses, nues, en bronze, se donnant la main. Cette sculpture est exposée au musée Rodin à Paris.
Créée initialement en plâtre en 1897, elle est exposée au Salon. Elle est ensuite réalisée en onyx et bronze en plusieurs exemplaires, de 1898 à 1903. L'exemplaire exposé au musée Rodin date probablement de 1903.
La Vague est reconnue comme un des chefs-d'œuvre de Camille Claudel, où elle manifeste sa créativité et son esthétique propre, reflétant sa propre vie.

## Historique et description
La sculptrice Camille Claudel expose au Salon de Paris en 1897 une première version en plâtre de La Vague. 
Elle réalise ensuite l'œuvre véritable en onyx et en bronze, en 1898-1903. Cette œuvre date de la période où Claudel s'est affranchie de l'influence de Rodin et donne la pleine mesure de son génie et de sa créativité propre. Elle fait partie du cycle entamé avec Sakuntala ou Vertumne et Pomone, un cycle d'œuvres d'inspiration autobiographique où elle manifeste sa créativité et son propre talent.
Le groupe représente une grande vague en onyx vert sur le point de s'abattre sur trois baigneuses nues, en bronze, genoux fléchis et se donnant la main ; les baigneuses accroupies regardent la vague sur le point de déferler. L'une des trois baigneuses, la plus proche de la vague, est la moins fléchie, et celle qui regarde le plus vers la crête de la vague.
Ce pourrait être une représentation de Camille Claudel elle-même avec deux amies artistes, et une métaphore de la femme artiste sur le point d'être submergée par les hommes ou par la préférence pour eux.
L'utilisation de l'onyx est particulièrement bien adapté à la représentation de l'eau, tant par sa couleur que par ses rainures et ses reflets. Claudel affirme sa créativité, son savoir-faire et sa maîtrise des différents matériaux pour ce qu'elle veut représenter.
La Vague de Claudel rappelle la Grande Vague de Kanagawa de Hokusai. Camille Claudel est d'ailleurs fascinée par le Japon et par l'art japonais.

### Galerie

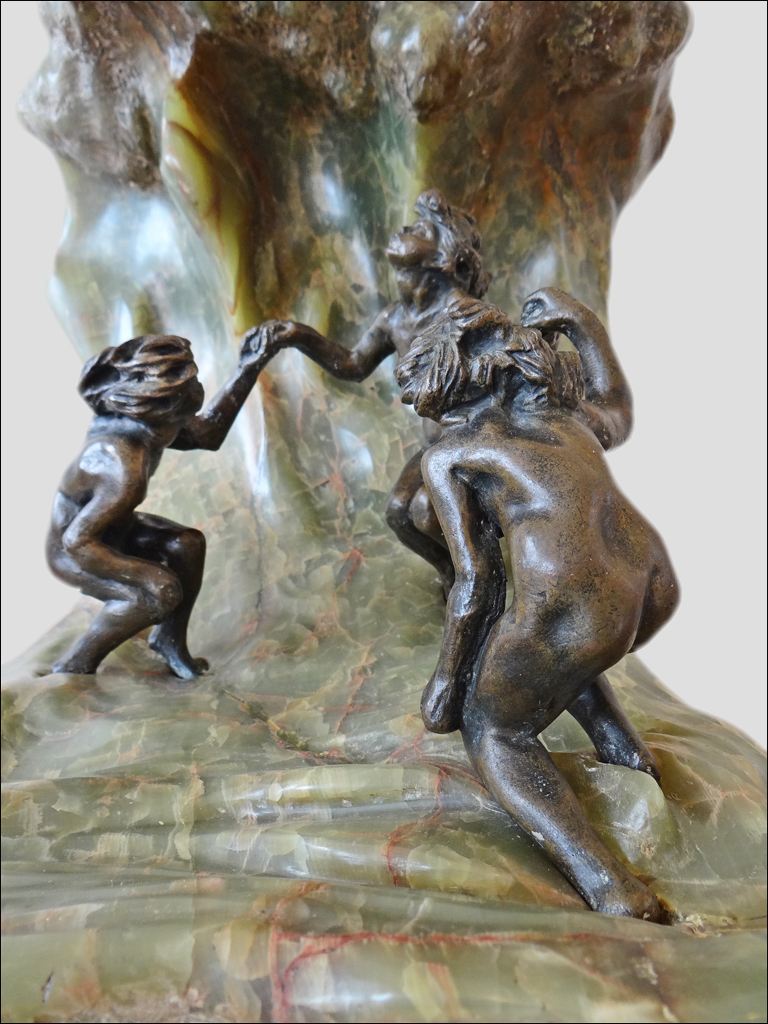
La Vague vue de face, musée Rodin, Paris.
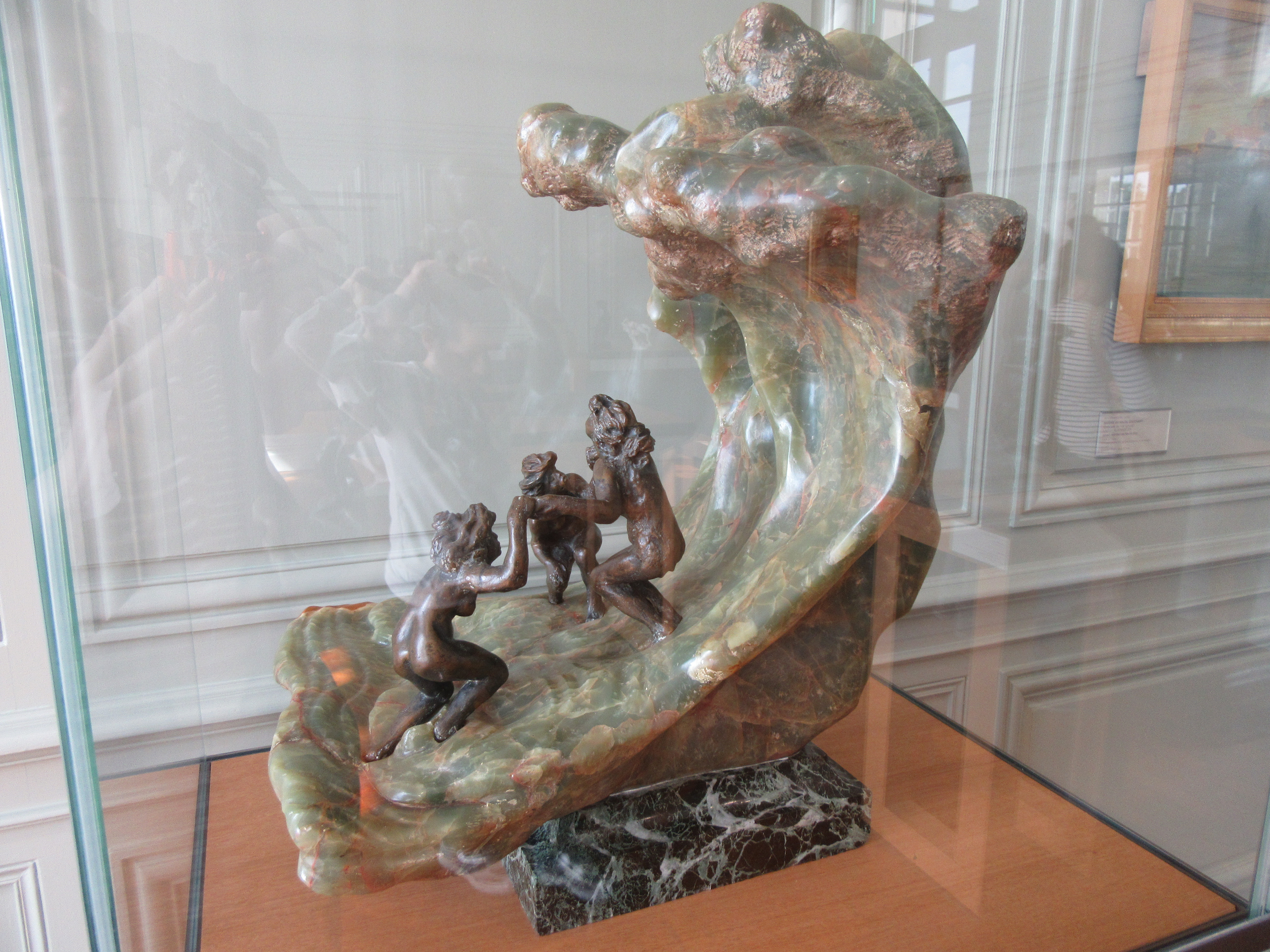
Vue d'ensemble de la Vague, de profil.
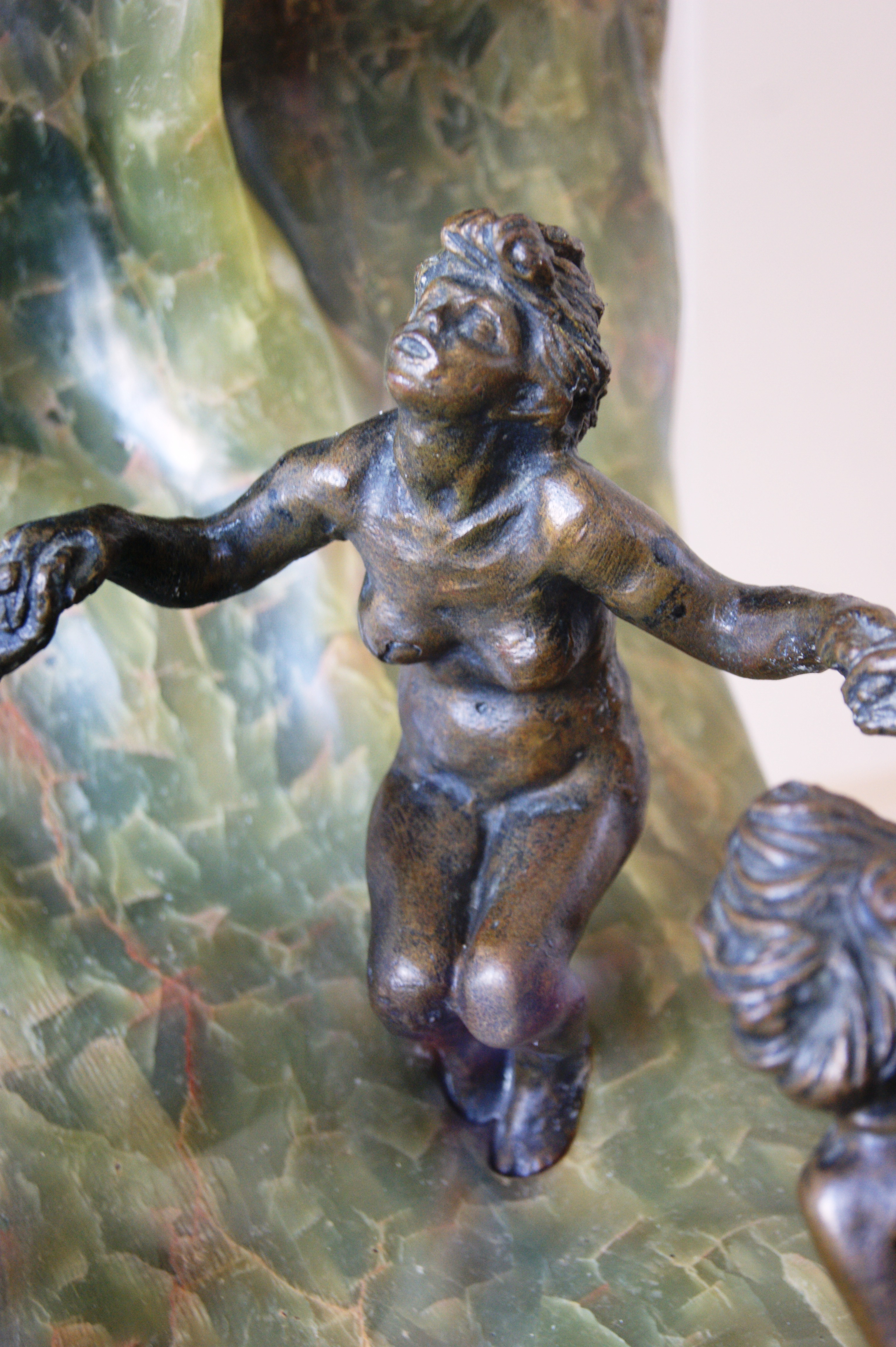
Baigneuse au centre, levant la tête.
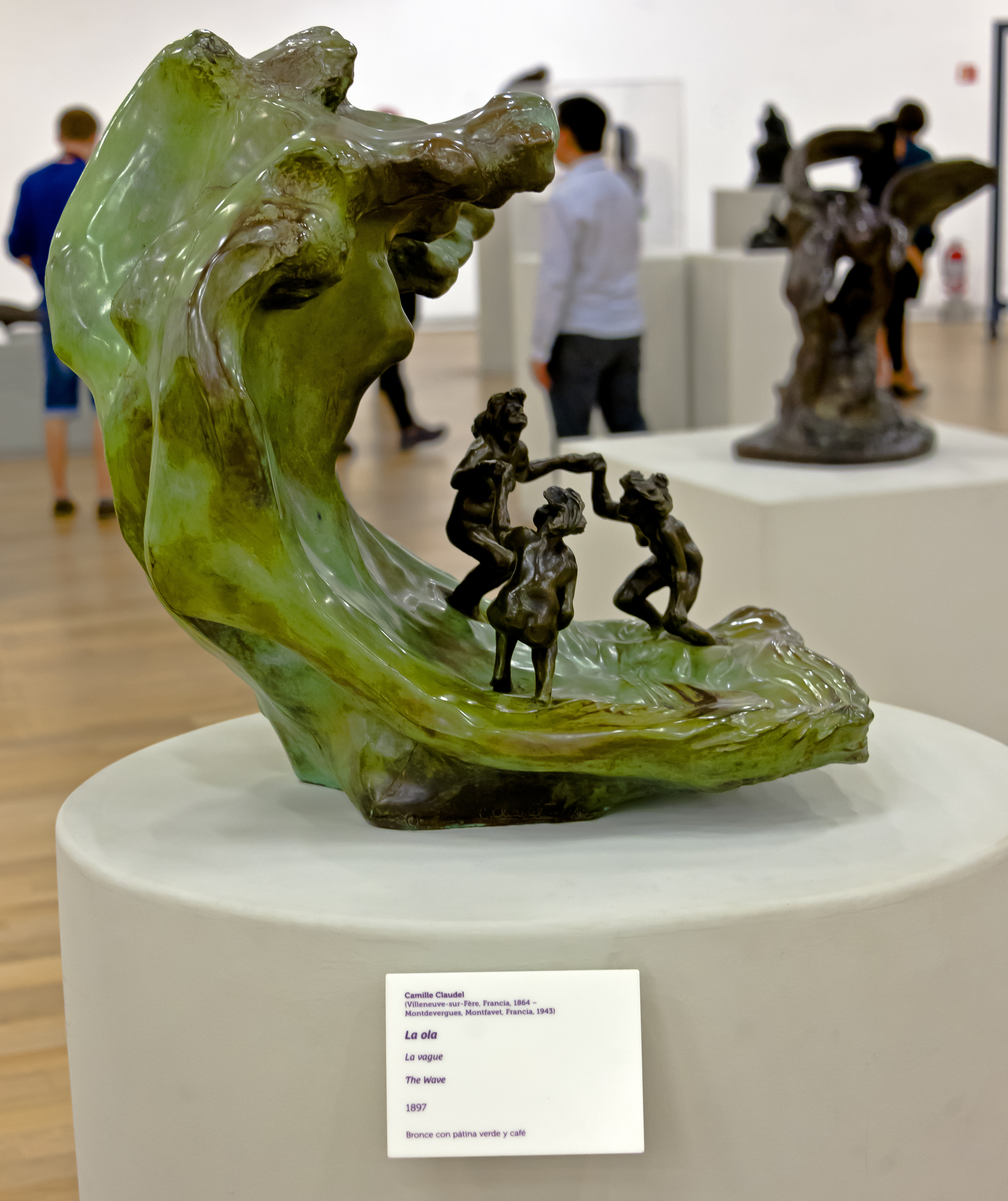
Autre version, au musée Soumaya.
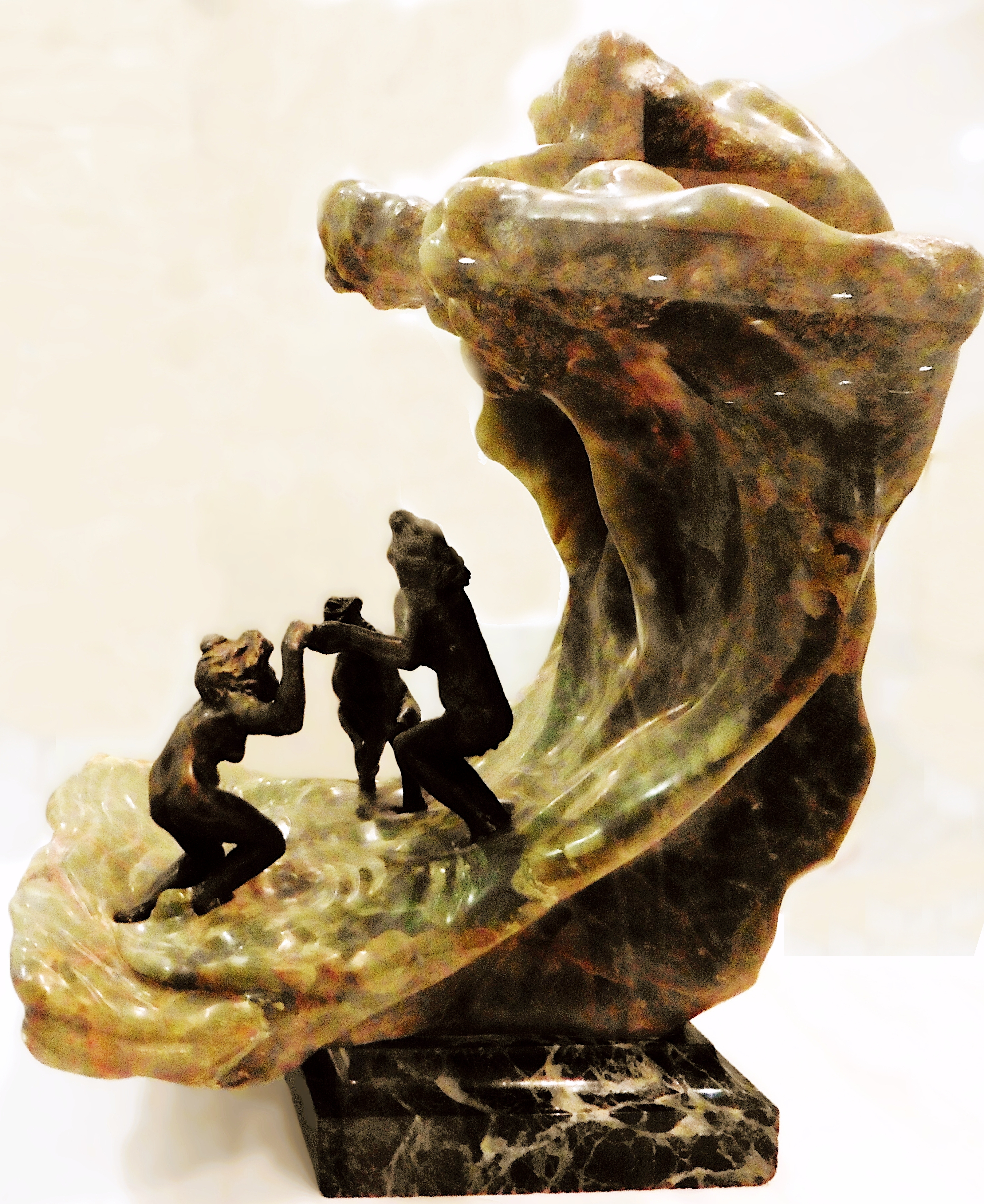
Autre version, dans La Piscine (musée).